# Aphytis africanus
Aphytis africanus är en stekelart som beskrevs av Quednau 1964. Aphytis africanus ingår i släktet Aphytis och familjen växtlussteklar.
Artens utbredningsområde är:
- Egypten.
- Moçambique.
- Israel.
- Swaziland.
- Zimbabwe.

Inga underarter finns listade i Catalogue of Life.